# Tony Kelly
Tony Kelly, né en 1975 à Dublin, en Irlande, est un photographe d'art irlandais. 

## Biographie
Sa carrière débute dans le journal Irish Independent, où il passe son temps à mettre les gens en couverture. Après huit ans, Tony Kelly démissionne et se focalise sur la mode. 
En 2014, il publie son premier livre intitulé Tony's Toys. Il a choisi de publier lui-même le livre afin de contourner les restrictions imposées par les maisons d'éditions. Le livre est limité à 1 000 exemplaires dont 100 éditions spéciales.  
Son deuxième livre, Taken! Entertaining Nudes by Tony Kelly, est publié en 2016 chez teNeues et distribué dans le monde entier. 
Tony Kelly est souvent décrit comme vulgaire et provocateur, spontané, bavard et énergique,.

## Œuvres
Ses œuvres ont été publiées dans plusieurs magazines, dont Vanity Fair, Vogue Paris et GQ. Il photographie des musiciens, des mannequins ou des artistes comme Demi Lovato, Emily Ratajkowski, Justin Bieber, Adam Levine.